# 时象晋

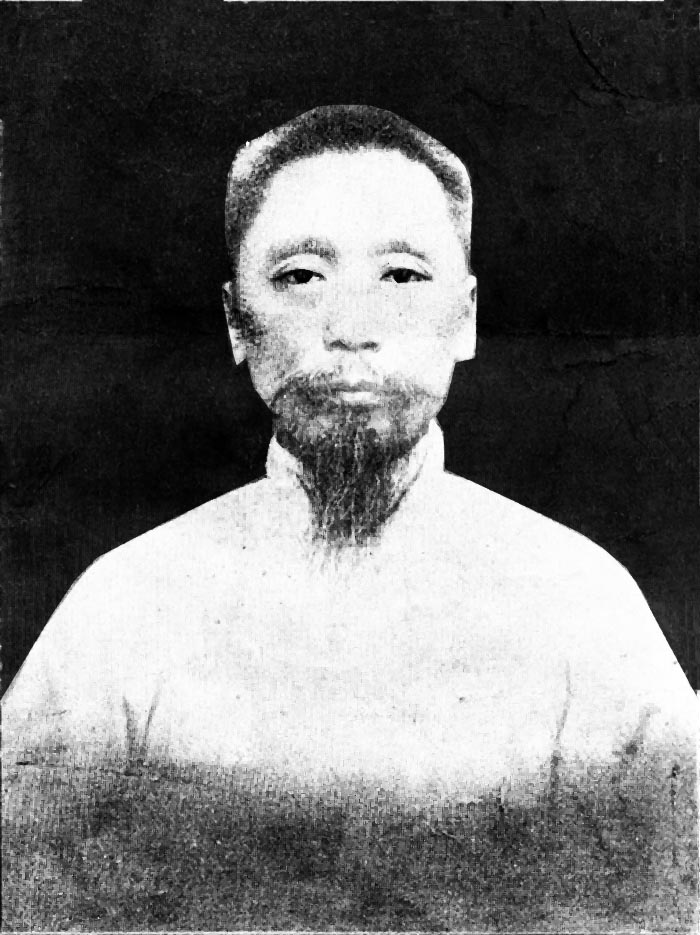

时象晋（1854年—1928年），字樾皆。湖北枝江董市镇人。中國同盟会會员，中国近代教育家。

## 生平
时象晋是清朝贡生，早年学习中医，
光绪元年（1875年）前后在董市镇开药铺，坐堂行医。
1885年，参加乡试中副榜。
1887年，担任云梦县教谕。
1896年，到日本考察教育。后回乡创办枝江高等小学堂。
1897年，任安陆府训导。在罗田办学堂，在武昌棋盘街开办滋兰女学堂。曾经先后在存古学堂、两湖师范学堂、工业学堂等校任史学教习。张振武是他的学生之一。
1903年，在武汉参加拒俄运动。
1903年，成为昌明公司武汉分公司的创办人之一。
1904年7月3日，科学补习所在时象晋家成立，不久迁往魏家巷1号。
1906年前后，任制台衙门文案。
1908年11月12日，与张继煦等十八人成立湖北史学会。
1909年，当选湖北谘议局议员。当选民间商办铁路协会候补会计员。
1911年武昌起义期间，任红十字会会长，奔赴前线救护民军伤员。
武昌起义成功后，任湖北省临时议会副议长、湖北军政府外交部参议、湖北军政府教育司副司长。后再度当选湖北谘议局议员。
南北议和时，为湖北军政府代表之一。
1911年底，任各省都督府代表聯合會湖北代表。
1912年，参与创办私立武昌荆南中学，并任首任校长。
1913年至1916年，任湖北省教育司司长，并曾兼任民政司司长。
1928年，在故乡病逝。

## 著作
曾任《湖北通志》纂修，著作有《非五行论》一卷，《诗文集》八卷。

## 家庭
- 长子：时功璧
- 次子：时功璠
- 三子：时功玖